# Gabonia
Gabonia là một chi bọ cánh cứng trong họ Chrysomelidae.
Chi này được miêu tả khoa học năm 1893 bởi Jacoby.

## Các loài
Các loài trong chi này gồm:
- Gabonia bicaveata Scherer & Boppre, 1997
- Gabonia bicolor Scherer & Boppre, 1997
- Gabonia cavipennis Scherer & Boppre, 1997
- Gabonia compressicornis Scherer & Boppre, 1997
- Gabonia foraminipennis Scherer & Boppre, 1997
- Gabonia fulvicornis Scherer & Boppre, 1997
- Gabonia fuscitarsis Scherer & Boppre, 1997
- Gabonia gabriela Boppre & Scherer, 1981
- Gabonia gabrieletta Scherer & Boppre, 1997
- Gabonia nigroapicalis Scherer & Boppre, 1997
- Gabonia picea Scherer & Boppre, 1997
- Gabonia rubropicea Scherer & Boppre, 1997
- Gabonia tibialis Scherer & Boppre, 1997